# Liste der Stolpersteine im Kraj Vysočina

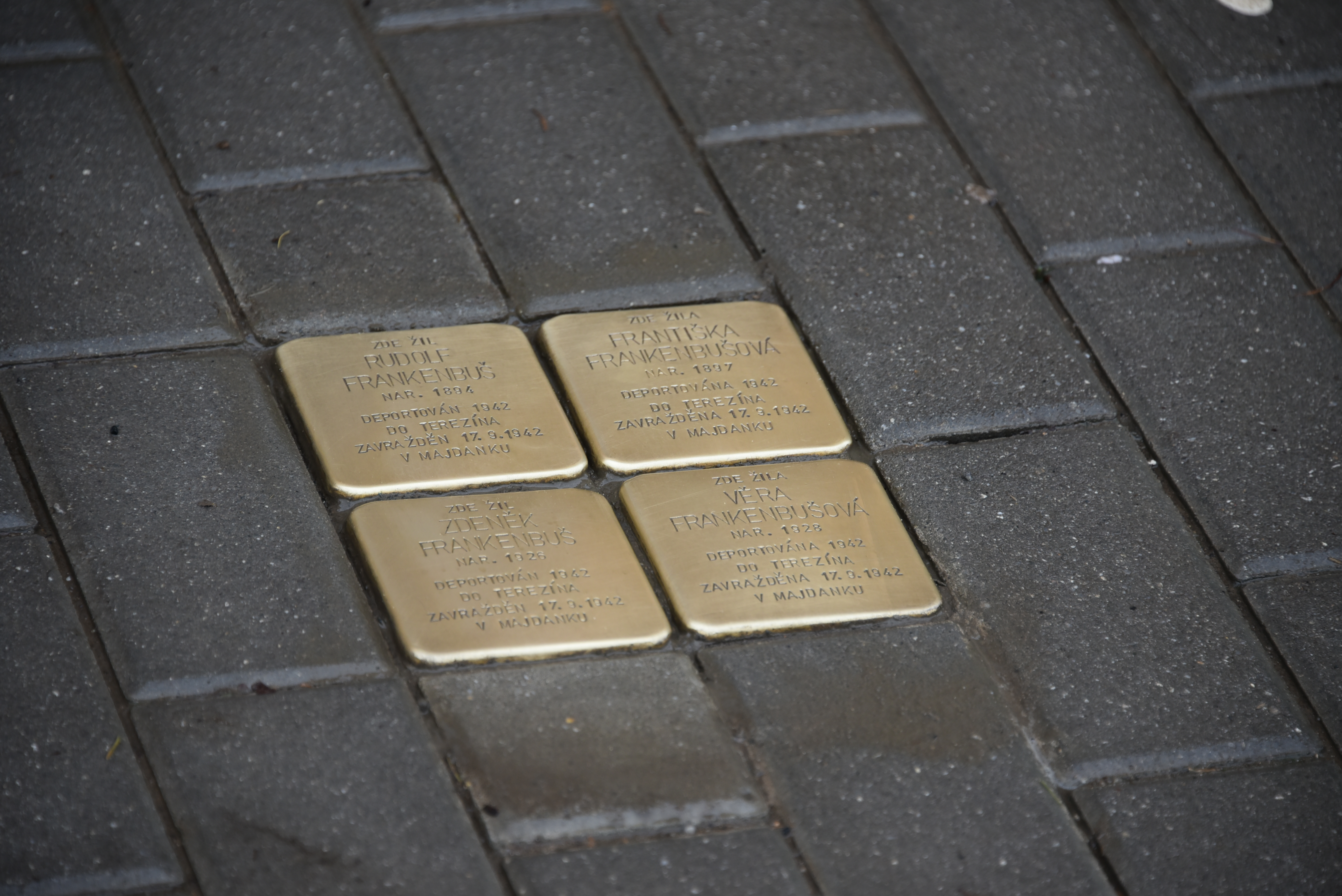
Stolpersteine für Familie Frankenbuš in Senožaty

Die Liste der Stolpersteine im Kraj Vysočina enthält die Stolpersteine in der tschechischen Region Kraj Vysočina (Region Hochland). Stolpersteine erinnern an das Schicksal der Menschen, welche von den Nationalsozialisten deportiert und ermordet wurden. Die Stolpersteine wurden von Gunter Demnig konzipiert und werden im Regelfall von ihm persönlich verlegt.
Das tschechische Stolpersteinprojekt Stolpersteine.cz wurde 2008 durch die Česká unie židovské mládeže (Tschechische Union jüdischer Jugend) ins Leben gerufen und stand unter der Schirmherrschaft des Prager Bürgermeisters. Die Stolpersteine liegen vor dem letzten selbstgewählten Wohnort des Opfers. Stolpersteine liegen im Regelfall vor dem letzten selbstgewählten Wohnort des Opfers. Bislang erfolgten Verlegungen in folgenden Städten: Chotěboř, Havlíčkův Brod, Pacov, Senožaty, Třebíč und Žirovnice. Die Stolpersteine werden auf Tschechisch stolpersteine genannt, alternativ auch kameny zmizelých (Steine der Verschwundenen).

## Verlegte Stolpersteine

### Chotěboř
In der Stadt Chotěboř wurden am 3. August 2016 folgende Stolpersteine verlegt:
| Bild | Inschrift | Standort                 | Name, Leben |
| ---- | --- | ------------------------ | --- |
|      | HIER WOHNTE MAYER MAX SCHENKEL JG. 1882 DEPORTIERT 1942 NACH THERESIENSTADT ERMORDET 8.3.1944 IN AUSCHWITZ-BIRKENAU | Chotěboř, Fominova 257 · | Mayer Max Schenkel wurde am 20. März 1882 in Tarnów geboren. Er war mit Irma, geborene Roubíčková verheiratet. Das Paar hatte einen Sohn namens Zdeněk, geboren 1919. Er und seine Familie lebten in einem Haus in ul. Fominově 257 in Chotěboř. Er und seine Frau gründeten eine Fabrik, die in Chotěboř Plüschtiere produzierte. Nach der Zerschlagung der Tschechoslowakei durch die Nazis wurde sein Haus ein Internierungsheim für Juden. Am 5. Dezember 1942 wurden Max Schenkel und seine Familie mit dem Transport Cf von Pardubice ins KZ Theresienstadt deportiert. Seine Transportnummer war 186 von 650. Am 6. September 1943 wurde die Familie mit dem Transport Dl ins KZ Auschwitz deportiert. Seine Transportnummer war 1959 von 2484. Am 8. März 1944 beschloss die SS, das sogenannte Familienlager BIIB in Birkenau zu beseitigen, um Platz für neue eingehende Transporte aus Theresienstadt zu schaffen. Im Laufe derselben Nacht wurden Vater, Mutter und Sohn in den Gaskammern von Auschwitz ermordet, gemeinsam mit 3.788 weiteren jüdischen Männern, Frauen und Kindern. |
|      | HIER WOHNTE ZDENĚK SCHENKEL JG. 1919 DEPORTIERT 1942 NACH THERESIENSTADT ERMORDET 8.3.1944 IN AUSCHWITZ-BIRKENAU    | Chotěboř, Fominova 257 · | Zdeněk Schenkel wurde am 13. November 1919 im Haus ul. Fominově 257 in Chotěboř geboren. Seine Eltern waren Mayer Max Schenkel und Irma geb. Roubíčková. Er ging in seiner Heimatstadt zur Grundschule und dann ins Gymnasium. Er konnte seine Studien nicht abschließen, denn am 5. Dezember 1942 wurde die Familie mit dem Transport Cf von Pardubice ins KZ Theresienstadt deportiert. Seine Transportnummer war 188 von 650. Am 6. September 1943 wurde die Familie mit dem Transport Dl ins KZ Auschwitz deportiert. Seine Transportnummer war 1960 von 2484. Am 8. März 1944 wurden Vater, Mutter und Sohn vom Nazi-Regime in Auschwitz-Birkenau ermordet. In dieser Nacht wurden insgesamt 3.791 ehemalige Theresienstadt-Insassen, alle aus dem so genannten Familienlager BIIb in Birkenau, ermordet. |
|      | HIER WOHNTE IRMA SCHENKELOVÁ JG. 1891 DEPORTIERT 1942 NACH THERESIENSTADT ERMORDET 8.3.1944 IN AUSCHWITZ-BIRKENAU   | Chotěboř, Fominova 257 · | Irma Schenkelová geb. Roubíčková wurde am 2. Mai 1882 in Nasavrky geboren. Sie war mit Mayer Max Schenkel verheiratet. Das Paar hatte einen Sohn namens Zdeněk, geboren 1919. Irma und Max Schenkel führten eine Fabrik, die in Chotěboř Plüschtiere produzierte. Sie besaßen ein Haus in ul. Fominově 257. Am 6. Dezember 1942 wurde die Familie mit dem Transport Cf von Pardubice nach Theresienstadt deportiert. Ihre Transportnummer war 187 von 650. Am 6. September 1943 wurde die Familie mit dem Transport Dl ins KZ Auschwitz deportiert. Irma Schenkelovás Transportnummer war 1957 von 2484. Am 8. März 1944 wurden Vater, Mutter und Sohn vom Nazi-Regime in Auschwitz-Birkenau ermordet. In dieser Nacht wurden insgesamt 3.791 ehemalige Theresienstadt-Insassen, alle aus dem so genannten Familienlager BIIb in Birkenau, ermordet. |

### Havlíčkův Brod
In der Stadt Havlíčkův Brod wurden folgende Stolpersteine verlegt:
| Bild | Inschrift                                                                                          | Standort                    | Name, Leben |
| ---- | -------------------------------------------------------------------------------------------------- | --------------------------- | --- |
|      | HIER WOHNTE PAVEL PACHNER JG. 1876 DEPORTIERT 1942 NACH THERESIENSTADT NACH SOBIBOR 1942 ERMORDET  | Havlíčkův Brod, Dolní 104 · | Pavel Pachner wurde am 20. Februar 1876 in Havlíčkův Brod, damals Německý Brod (Deutsch-Brod) genannt, geboren, wo er auch das Gymnasium besuchte. Mit seiner Frau Ida (geb. Morgenstern) hatte er zwei Töchter – Zdeňka (geboren am 13. März 1904) und Hana (geboren am 12. Februar 1908). Zuerst übernahm er von seinem Vater die Drogerie U černého psa (Zum schwarzen Hund). Außerdem betrieb er einen Fotoladen und eine Tankstelle. Nach dem Tod seines Bruders Oskar im Jahr 1937 erbte er das Haus in der Dolní 104 und den dort befindlichen Wein- und Spirituosenladen. Im Jahr 1939 wurden Pavel Pachner und seine Frau Ida enteignet und zur Übersiedlung nach Prag gezwungen. Am 7. Mai 1942 wurde das Ehepaar verhaftet und mit dem Transport At von Prag ins Ghetto Theresienstadt deportiert und schließlich mit dem Transport Ax am 9. Mai 1942 ins Vernichtungslager Sobibor überstellt und vom NS-Regime ermordet. Auch beide Töchter wurden 1944 nach Theresienstadt deportiert, beide konnten überleben. |
|      | HIER WOHNTE IDA PACHNEROVÁ JG. 1876 DEPORTIERT 1942 NACH THERESIENSTADT NACH SOBIBOR 1942 ERMORDET | Havlíčkův Brod, Dolní 104 · | Ida Pachnerová geb. Morgenstern wurde am 27. Juni 1876 in Prag geboren. Sie heiratete Pavel Pachner und das Paar wohnte in dessen Heimatstadt Havlíčkův Brod. Das Paar bekam zwei Töchter – Zdeňka (geboren am 13. März 1904) und Hana (geboren am 12. Februar 1908). Im Jahr 1939 wurden Pavel Pachner und seine Frau Ida enteignet und zur Übersiedlung nach Prag gezwungen. Am 7. Mai 1942 wurde das Ehepaar verhaftet und mit dem Transport At von Prag ins Ghetto Theresienstadt deportiert und schließlich mit dem Transport Ax am 9. Mai 1942 ins Vernichtungslager Sobibor überstellt und vom NS-Regime ermordet. Auch beide Töchter wurden 1944 nach Theresienstadt deportiert, beide konnten überleben. |

### Humpolec
In der Stadt Humpolec wurden am 9. Juni 2022 vier und am 19. September 2024 sieben Stolpersteine verlegt.
| Stolperstein | Übersetzung | Verlegeort                   | Name, Leben                                        |
| ------------ | --- | ---------------------------- | -------------------------------------------------- |
|              | HIER LEBTE DR. VIKTOR LÜFTSCHITZ GEB. 1897 DEPORTIERT 1942 NACH THERESIENSTADT 1944 NACH AUSCHWITZ, NACH DACHAU ERMORDET 23.2.1945 IN KAUFERING           | Humpolec, Havlíčkovo nám. 91 | Dr. Viktor Lüftschitz (1897–1945)                  |
|              | HIER LEBTE HEDVIKA LÜFTSCHITZOVÁ DR. METZLOVÁ GEB. MENDLOVÁ GEB. 1909 DEPORTIERT 1942 NACH THERESIENSTADT 1944 NACH AUSCHWITZ ERMORDET                    | Humpolec, Havlíčkovo nám. 91 | Hedvika Lüftschitzová geb. Mendlová (1909–1944/45) |
|              | HIER LEBTE KAMILA LÜFTSCHITZOVÁ GEB. KRAUSOVÁ GEB. 1874 DEPORTIERT 1942 NACH THERESIENSTADT, NACH AUSCHWITZ ERMORDET                                      | Humpolec, Havlíčkovo nám. 91 | Kamila Lüftschitzová geb. Krausová (1874–1942/45)  |
|              | HIER LEBTE ANNA MENDLOVÁ GEB. 1870 DEPORTIERT 1942 NACH THERESIENSTADT, NACH AUSCHWITZ ERMORDET                                                           | Humpolec, Havlíčkovo nám. 91 | Anna Mendlová (1870–1942/45)                       |
|              | HIER LEBTE DR. OTTO METZL GEB. 1903 VERHAFTET 1939 ERMORDET 7.12.1940 IN BUCHENWALD                                                                       | Humpolec, Havlíčkovo nám. 91 | Dr. Otto Metzl (1903–1940)                         |
|              | HIER LEBTE VĚRA METZLOVÁ GEB. 1933 DEPORTIERT 1942 NACH THERESIENSTADT 1944 NACH AUSCHWITZ ERMORDET                                                       | Humpolec, Havlíčkovo nám. 91 | Věra Metzlová (1933–1944/45)                       |
|              | HIER LEBTE EVA MRÁČKOVÁ GEB. LÜFTSCHITZOVÁ GEB. 1926 DEPORTIERT 1942 NACH THERESIENSTADT, 1944 NACH AUSCHWITZ, NACH FREIBERG 1945 NACH MAUTHAUSEN BEFREIT | Humpolec, Havlíčkovo nám. 91 | Eva Mráčková geb. Lüftschitzová (1926–2005)        |
|              | HIER LEBTE MAX ZAITSCHEK GEB. 1920 DEPORTIERT 1942 NACH THERESIENSTADT 1942 NACH TRAWNIKI ERMORDET                                                        | Humpolec, Husova ul. 71      | Max Zaitschek (1920–1942/45)                       |
|              | HIER LEBTE VÍTĚZSLAV ZAITSCHEK GEB. 1889 DEPORTIERT 1942 NACH THERESIENSTADT 1942 NACH TRAWNIKI ERMORDET                                                  | Humpolec, Husova ul. 71      | Vítězslav Zaitschek (1889–1942/45)                 |
|              | HIER LEBTE ANNA ZAITSCHKOVÁ GEB. SPITZER GEB. 1891 DEPORTIERT 1942 NACH THERESIENSTADT 1942 NACH TRAWNIKI ERMORDET                                        | Humpolec, Husova ul. 71      | Anna Zaitschková geb. Spitzer (1891–1942/45)       |
|              | HIER LEBTE HANA ZAITSCHKOVÁ GEB. 1915 DEPORTIERT 1942 NACH THERESIENSTADT 1942 NACH TRAWNIKI ERMORDET                                                     | Humpolec, Husova ul. 71      | Hana Zaitschková (1915–1942/45)                    |

### Jihlava
In der Stadt Jihlava wurden folgende Stolpersteine verlegt:
| Stolperstein | Übersetzung | Verlegeort           | Name, Leben             |
| ------------ | --- | -------------------- | ----------------------- |
|              | HIER WOHNTE ABRAHAM ADOLF BERNSTEIN JG. 1884 DEPORTIERT 1942 NACH THERESIENSTADT ERMORDET 16.10.1944 IN AUSCHWITZ-BIRKENAU              | Jihlava, Mahlerova 4 | Abraham Adolf Bernstein |
|              | HIER WOHNTE EMA BERNSTEINOVÁ GEB. MORGENSTERNOVÁ JG. 1887 DEPORTIERT 1942 NACH THERESIENSTADT ERMORDET 16.10.1944 IN AUSCHWITZ-BIRKENAU | Jihlava, Mahlerova 4 | Ema Bernsteinová        |
|              | HIER WOHNTE ELLY PORGESOVÁ GEB. BERNSTEINOVÁ JG. 1917 DEPORTIERT 1942 NACH THERESIENSTADT BEFREIT                                       | Jihlava, Mahlerova 4 | Elly Porgesová          |

### Pacov
In der Stadt Pacov wurden folgende Stolpersteine verlegt:
| Stolperstein | Übersetzung                                                                                           | Verlegeort               | Name, Leben |
| ------------ | --- | ------------------------ | --- |
|              | HIER WOHNTE VIKTOR WEINER JG. 1875 DEPORTIERT 1943 NACH THERESIENSTADT ERMORDET 16.7.1943 EBENDORT    | Pacov, Španovského 172 · | Viktor Weiner wurde am 15. Januar 1875 geboren. Er war verheiratet mit Marie Weinerová, geb. Langer, das Paar hatte zwei Kinder – Elsa (auch Eliška, geboren 1914 oder 1915) und Hana (geboren 1919). In Pacov war er Inhaber einer kleinen Lederwarenfabrik. Am 5. Juli 1943 wurde er mit dem Transport De von Prag ins Ghetto Theresienstadt deportiert (seine Nummer auf dem Transport lautete 598), seine Frau und seine Kinder wurden bereits 1942 nach Theresienstadt deportiert. Am 16. Juli 1943 wurde er hier ermordet. |
|              | HIER WOHNTE ELSA WEINEROVÁ JG. 1915 DEPORTIERT 1942 NACH THERESIENSTADT NACH AUSCHWITZ 1943 ERMORDET  | Pacov, Španovského 172 · | Elsa Weinerová, auch Eliška Weinerová, wurde 1915 in Pacov geboren, laut Yad Vashem und Holocaust.cz war ihr Geburtsdatum der 16. November 1914. Ihre Eltern waren Viktor und Marie Weiner. Ihr Vater war Inhaber einer kleinen Lederfabrik, hier arbeitete auch Elsa Weinerová. Am 16. November 1942 wurden sie, ihre Schwester und ihre Mutter mit dem Transport Cb von Tabor ins Ghetto Theresienstadt deportiert (ihre Nummer auf dem Transport lautete 116). Laut Holocaust.cz wurde sie mit dem Transport Dl (ihre Nummer auf dem Transport lautete 2334) am 6. September 1943 nach Auschwitz überstellt. Eine überlebende Cousine berichtete, dass sie bei ihrer Tante Marie und ihren Cousinen im Familienlager lebte. Elsa Weinerová wurde in Auschwitz ermordet. Ihr Vater Viktor Weiner wurde im Juli 1943 auch nach Theresienstadt deportiert und dort am 16. Juli 1943 ermordet. |
|              | HIER WOHNTE HANA WEINEROVÁ JG. 1919 DEPORTIERT 1942 NACH THERESIENSTADT NACH AUSCHWITZ 1943 ERMORDET  | Pacov, Španovského 172 · | Hana Weinerová wurde am 4. Februar bzw. 24. Februar 1919 in Pacov geboren. Ihre Eltern waren Viktor und Marie Weiner. Ihr Vater war Inhaber einer kleinen Lederfabrik, hier arbeitete auch Hana Weinerová. Am 16. November 1942 wurden sie, ihre Schwester und ihre Mutter mit dem Transport Cb von Tábor ins Ghetto Theresienstadt deportiert (ihre Nummer auf dem Transport lautete 117). Am 6. September 1943 wurde sie unter der Nr. 2335 mit dem Transport Dl nach Auschwitz überstellt. Eine überlebende Cousine berichtete, dass sie bei ihrer Tante Marie und ihren Cousinen im Familienlager lebte. Hana Weinerová wurde in Auschwitz ermordet. |
|              | HIER WOHNTE MARIE WEINEROVÁ JG. 1888 DEPORTIERT 1942 NACH THERESIENSTADT NACH AUSCHWITZ 1943 ERMORDET | Pacov, Španovského 172 · | Marie Weinerová geb. Langer wurde am 5. April 1888 geboren. Sie war verheiratet mit Viktor Weiner. Das Paar hatte zwei Töchter, Eliska und Hana. Am 16. November 1942 wurde sie mit ihren zwei Töchtern mit dem Transport Cb von Tabor ins Ghetto Theresienstadt deportiert (ihre Nummer auf dem Transport lautete 115). Am 6. September 1943 wurde sie mit dem Transport Dl (ihre Nummer auf dem Transport lautete 2333) nach Auschwitz überstellt. Eine überlebende Cousine berichtet, dass sie bei ihrer Tante Marie und ihren Cousinen im Familienlager lebte. Marie Weinerová wurde in Auschwitz ermordet. Ihr Ehemann Viktor Weiner wurde im Juli 1943 auch nach Theresienstadt deportiert und dort am 16. Juli 1943 ermordet. |

### Pohled
In der Gemeinde Pohled wurden vier Stolpersteine verlegt.
| Bild | Inschrift | Standort                                        | Name, Leben |
| ---- | --- | ----------------------------------------------- | --- |
|      | HIER WOHNTE EMMA TURNOVSKÁ GEB. STEINEROVÁ JG. 1893 DEPORTIERT 1942 NACH THERESIENSTADT NACH AUSCHWITZ 1943 ERMORDET | Pohled, vor der Statue des hl. Johannes Nepomuk | Emma Turnovská geb. Steinerová (1893–1943/45) |
|      | HIER WOHNTE HANA TURNOVSKÁ JG. 1922 DEPORTIERT 1942 NACH THERESIENSTADT NACH AUSCHWITZ 1943 ERMORDET                 | Pohled, vor der Statue des hl. Johannes Nepomuk | Hana Turnovská (1922–1943/45) |
|      | IM HAUS NR. 42 WOHNTE LEV TURNOVSKÝ JG. 1918 DEPORTIERT 1942 NACH THERESIENSTADT NACH AUSCHWITZ 1943 ÜBERLEBT        | Pohled, vor der Statue des hl. Johannes Nepomuk | Lev Turnovský wurde am 14. März 1918 in Prag geboren. Er studierte Chemie in Prag, konnte 1940 in die USA flüchten und dort sein Studium abschließen. Er schloss sich der tschechoslowakischen Exilarmee an und wurde für seine Kampfeinsätze im Atlantik mehrfach ausgezeichnet. Am 14. Dezember 1946 heiratete er Bozena Markvartova, die Hochzeit fand in Havlíčkův Brod statt. Das Ehepaar flüchtete am 4. März 1948 nach Österreich und ließ sich in Großbritannien nieder. Das Ehepaar hatte zwei Töchter, die ältere wurde noch in der ČSR geboren. Im Jahre 1950 wurde Lev Turnovský britischer Staatsbürger. Berufsbedingt übersiedelte die Familie Mitte der 1950er Jahre nach Jamaika. Lev Turnovský starb am 18. August 1972 in May Pen, Jamaika, an den Folgen eines Herzanfalls. Er wurde in Kingston bestattet. Anlässlich seines 100. Geburtstag veranlasste eine seiner Töchter, Jarmila Libuse Taud, eine Seismographin, die Verlegung der vier Stolpersteine in Pohled. |
|      | HIER WOHNTE MAX TURNOVSKÝ JG. 1890 DEPORTIERT 1942 NACH THERESIENSTADT NACH AUSCHWITZ 1943 ERMORDET                  | Pohled, vor der Statue des hl. Johannes Nepomuk | Max Turnovský (1890–1943/45) |

### Senožaty
In der Gemeinde Senožaty wurden folgende Stolpersteine verlegt:
| Bild | Inschrift | Standort      | Name, Leben |
| ---- | --- | ------------- | --- |
|      | HIER WOHNTE RUDOLF FRANKENBUŠ JG. 1894 DEPORTIERT 1942 NACH THERESIENSTADT ERMORDET 17.9.1942 IN MAJDANEK       | Senožaty 82 · | Rudolf Frankenbuš, auch Rudolf Frankenbusch, wurde am 25. März 1894 geboren. Er war verheiratet mit Františka Frankenbušová, das Paar hatte zwei Kinder – Zdeněk (geboren 1926) und Věra (geboren 1928). Von seinem Schwiegervater übernahm er nach dessen Tod 1924 das Lebensmittelgeschäft, dessen Angebot er erweiterte und zu einem Gemischtwarenhandel ausbaute. Am 13. Juni 1942 wurde er mit seiner Familie mit dem Transport AAd von Kolín nach Theresienstadt deportiert (seine Nummer auf dem Transport lautete 636). Als der Zug am Bahnhof Bohušovice ankam, wurde er sofort zu einem wartenden Zug geführt und mit diesem Transport, Transport AAi (seine Nummer auf dem Transport lautete 921), ins KZ Majdanek transportiert, um dort Zwangsarbeit zu verrichten. Am 17. September 1942 wurde Rudolf Frankenbusch in Majdanek vom NS-Regime ermordet. |
|      | HIER WOHNTE ZDENĚK FRANKENBUŠ JG. 1926 DEPORTIERT 1942 NACH THERESIENSTADT ERMORDET 17.9.1942 IN MAJDANEK       | Senožaty 82 · | Zdeněk Frankenbuš, auch Zdeněk Frankenbusch, wurde am 8. Januar 1926 geboren. Seine Eltern waren Rudolf und Františka Frankenbusch. Sein Vater besaß ein Gemischtwarengeschäft. Am 13. Juni 1942 wurde er mit seiner Schwester und den Eltern mit dem Transport AAd von Kolín nach Theresienstadt deportiert (seine Nummer auf dem Transport lautete 639). Als der Zug am Bahnhof Bohusovice ankam, wurde er sofort zu einem wartenden Zug geführt und mit diesem Transport, Transport AAi (seine Nummer auf dem Transport lautete 971) nach Osten, wahrscheinlich ins Vernichtungslager Sobibor, deportiert. Laut Yad Vashem und Holocaust.cz gibt es keine weiteren Informationen (Transport AAi ist auch als Lost Train of Kolin bekannt, da nicht ganz geklärt werden konnte, wohin dieser Zug tatsächlich fuhr und wer deportiert wurde, beziehungsweise welche Zwischenstopps es gab und wer für Arbeitseinsätze selektiert wurde. Erforscht wurde, dass von 1.000 Deportierten niemand diesen Transport überlebte). Bekannt ist, dass sein Vater ins KZ Majdanek transportiert wurde, um dort Zwangsarbeit zu verrichten und dort auch am 17. September 1942 ermordet wurde. Die Inschrift auf dem Stein gibt die Ermordung am 17. September 1942 in Majdanek auch für Zdeněk Frankenbusch an. Dies erscheint auf Grund der Quellen nicht gesichert. Gesichert ist, dass Zdeněk Frankenbusch die Shoah nicht überlebte. |
|      | HIER WOHNTE FRANTIŠKA FRANKENBUŠOVÁ JG. 1897 DEPORTIERT 1942 NACH THERESIENSTADT ERMORDET 17.9.1942 IN MAJDANEK | Senožaty 82 · | Františka Frankenbušová geb. Herrmann, auch Franziska Frankenbuschová, wurde am 22. September 1897 geboren. Sie war verheiratet mit Rudolf Frankenbusch. Das Paar hatte zwei Kinder – Zdeněk (geboren 1926) und Věra (geboren 1928). Ihr Vater starb 1924 und vermachte ihrem Ehemann das Lebensmittelgeschäft, das dieser zu einem Gemischtwarengeschäft erweiterte. Am 13. Juni 1942 wurde sie mit ihren Kindern und ihrem Ehemann mit dem Transport AAd von Kolin nach Theresienstadt deportiert (ihre Nummer auf dem Transport lautete 637). Als der Zug am Bahnhof Bohušovice ankam, wurde sie sofort zu einem wartenden Zug geführt und mit diesem Transport, Transport AAi (ihre Nummer auf dem Transport lautete 969) nach Osten, wahrscheinlich ins Vernichtungslager Sobibor, deportiert. Laut Yad Vashem und Holocaust.cz gibt es keine weiteren Infos (Transport AAi ist auch als Lost Train of Kolin bekannt, da nicht ganz geklärt werden konnte, wohin dieser Zug tatsächlich fuhr und wer deportiert wurde, beziehungsweise welche Zwischenstopps es gab und wer für Arbeitseinsätze selektiert wurde. Erforscht wurde, dass von 1.000 Deportierten niemand diesen Transport überlebte). Bekannt ist, dass ihr Ehemann Rudolf ins KZ Majdanek transportiert wurde, um hier Zwangsarbeit zu verrichten und dieser hier am 17. September 1942 ermordet wurde. Die Inschrift auf dem Stein gibt die Ermordung am 17. September 1942 in Majdanek auch für Františka Frankenbuschová an. Dies erscheint auf Grund der Quellen nicht gesichert. Gesichert ist, dass Františka Frankenbuschová die Shoah nicht überlebte. |
|      | HIER WOHNTE VĚRA FRANKENBUŠOVÁ JG. 1928 DEPORTIERT 1942 NACH THERESIENSTADT ERMORDET 17.9.1942 IN MAJDANEK      | Senožaty 82 · | Věra Frankenbušová, auch Věra Frankenbuschová, wurde am 1. Januar 1928 geboren. Ihre Eltern waren Rudolf und Františka Frankenbusch. Ihr Vater besaß ein Gemischtwarengeschäft. Am 13. Juni 1942 wurde sie mit ihrem Bruder und den Eltern mit dem Transport AAd von Kolín nach Theresienstadt deportiert (ihre Nummer auf dem Transport lautete 638). Als der Zug am Bahnhof Bohušovice ankam, wurde sie sofort zu einem wartenden Zug geführt und mit diesem Transport, Transport AAi (ihre Nummer auf dem Transport lautete 970) nach Osten, wahrscheinlich ins Vernichtungslager Sobibor, deportiert. Laut Yad Vashem und Holocaust.cz gibt es keine weiteren Informationen (Transport AAi ist auch als Lost Train of Kolin bekannt, da nicht ganz geklärt werden konnte, wohin dieser Zug tatsächlich fuhr und wer deportiert wurde, beziehungsweise welche Zwischenstopps es gab und wer für Arbeitseinsätze selektiert wurde. Erforscht wurde, dass von 1.000 Deportierten niemand diesen Transport überlebte). Bekannt ist, dass ihr Vater ins KZ Majdanek transportiert wurde, um dort Zwangsarbeit zu verrichten und dort auch am 17. September 1942 ermordet wurde. Die Inschrift auf dem Stein gibt die Ermordung am 17. September 1942 in Majdanek auch für Věra Frankenbuschová an. Dies erscheint auf Grund der Quellen nicht gesichert. Gesichert ist, dass Věra Frankenbuschová die Shoah nicht überlebte. |

### Třebíč
In der Bezirksstadt Třebíč wurden folgende Stolpersteine verlegt:
| Bild | Inschrift | Standort                       | Name, Leben |
| ---- | --- | ------------------------------ | --- |
|      | HIER WOHNTE ARNOŠT BENEŠ JG. 1900 DEPORTIERT 1943 NACH AUSCHWITZ ERMORDET 1943                                     | Třebíč, L. Pokorného 10 ·      | Arnošt Beneš wurde am 11. Oktober 1911 als drittes von vier Kindern einer Glaserfamilie geboren. Er besuchte die Schule in Třebíč, dann absolvierte er eine Ausbildung zum Kaufmann. Er arbeitete in einem Saatgut-Geschäft in der Karlově náměstí č. 25. Nach erfolgreichem Ablegen seiner Fachprüfung führte er die Geschäfte allein. 1932 heiratete er Ingeborg (Inge), geborene Schimkovou, sie stammte aus Brno. Im Oktober 1933 wurde die erste Tochter des Paares, Susanna, geboren. Im Oktober 1937 die zweite Tochter, Hana. Arnošt Beneš befreundete sich mit dem Maler und Fotografen Ludvik Bahner (1891–1971) und begann, sich für Fotografie zu interessieren. 1932/1933 sowie 1934/1935 beteiligte er sich an Ausstellungen des Clubs der Amateurfotografen in Trebič, die in der Lobby der Akademie stattfanden: Beneš erhielt den ersten Preis. 1935 beteiligte er sich an einer Jubiläums-Ausstellung der Stadt, die das Gesicht des Jüdischen Třebíč von 1335 bis 1935 zeigte. Seine Bilder wurden auch in Ausstellungen in Jihlava und Brno ausgestellt. Er zeichnete auch gerne, machte Puppentheater und Spielzeug für seine Töchter und baute mit Intarsien verzierte Möbel. Er war Sammler kleiner Kunstobjekte und Figuren und hatte eine kleine Gemäldesammlung. 1940 wurden ihm sämtliche Wertsachen von den Nationalsozialisten abgenommen, auch seine Sammlungen; ebenso musste er seinen Fotoapparat übergeben. Das chinesische Porzellan, das sich in seiner Wohnung befand, wurde von den Nazis zerschlagen. Ab jetzt war auch das Arbeiten im Geschäft nicht mehr möglich. Im Mai 1942 wurden im jüdischen Viertel die Juden zusammengetrieben und nach Theresienstadt und Auschwitz deportiert. Arnošt musste Zwangsarbeit beim Bau einer Eisenbahnbrücke in Sázava verrichten, doch auch er wurde schließlich am 16. November 1942 mit dem Transport Cb von Tábor nach Theresienstadt deportiert (seine Nummer auf dem Transport lautete 1). Am 10. Januar 1943 wurde er mit dem Transport Cq nach Auschwitz überstellt (seine Nummer auf dem Transport lautete 696). Von 1998 Menschen, die in diesem Gefangenentransport waren, hat nur ein Mensch überlebt. Arnošt Beneš wurde am 5. März 1943 in Auschwitz ermordet. Von den Trebičer Juden haben nur 35 den Nationalsozialismus überlebt. Susanna Urbanová, die älteste Tochter von Arnošt Beneš war eine der Überlebenden, sie lebt in Trebic. |
|      | HIER WOHNTE WALTER FÜRNBERG JG. 1898 DEPORTIERT 1943 NACH AUSCHWITZ ERMORDET 1943                                  | Třebíč, Havlíčkovo nábřeží 1 · | Walter Fürnberg wurde am 25. November 1898 in Třebíč geboren. Er war verheiratet mit Anna Fürnberg. 1942 wurde sein Haus „arisiert“. Im Mai 1942 wurden im jüdischen Viertel die Juden zusammengetrieben und nach Theresienstadt und Auschwitz deportiert. Walter Fürnberg wurde nach Auschwitz deportiert, wo er am 5. März 1943 ermordet wurde. Von den Trebičer Juden haben nur 35 den Nationalsozialismus überlebt. |
|      | HIER WOHNTE ANNA INGBEROVÁ GEB. TAUSSIGOVÁ JG. 1922 DEPORTIERT 1943 NACH THERESIENSTADT ERMORDET 1943 IN AUSCHWITZ | Třebíč, Karlovo nám. 16 ·      | Anna Ingberová geb. Taussigová wurde am 11. Januar 1922 in Trebič geboren. Sie entstammte einer Kaufmannsfamilie, ihre Eltern hatten in Třebíč ein Geschäft. Anna war verheiratet mit dem letzten Rabbi von Třebíč, Rabbi Moses Ingber. Sie heiratete ihn im Alter von 17 Jahren, kurz vor Ausbruch des Krieges. Rabbi Ingber stammte aus Ruthenien und kam 1935 nach Třebíč um das Rabbinat zu übernehmen. Im Mai 1942 wurden im jüdischen Viertel die Juden zusammengetrieben und nach Theresienstadt und Auschwitz deportiert. Auch Rabbi Ingber wurde deportiert, er überlebte die Shoah nicht. Seine Ehefrau Anna wurde von Prag nach Theresienstadt deportiert (6. März 1943 mit dem Transport Cv, Gefangenennummer 983), von dort wurde sie am 6. September 1943 mit dem Transport Dm nach Auschwitz überstellt (ihre Nummer auf dem Transport lautete 2512). Insgesamt wurden an diesem Tag 5.007 Menschen von Theresienstadt nach Auschwitz deportiert, beide Transporte kamen dort am 8. März 1943 an. Von den 5.007 Menschen haben nicht einmal 40 Menschen überlebt. Anna Ingerbová wurde in Auschwitz ermordet. Von den Trebičer Juden haben nur 35 den Nationalsozialismus überlebt. |

### Žirovnice
In der Stadt Žirovnice wurden folgende Stolpersteine verlegt:
| Bild | Inschrift | Standort                  | Name, Leben |
| ---- | --- | ------------------------- | --- |
|      | HIER WOHNTE EDUARD PFEFFER JG. 1875 DEPORTIERT 1942 NACH THERESIENSTADT 1943 NACH AUSCHWITZ ERMORDET                | Žirovnice, Podhadrí 267 · | Eduard Pfeffer wurde am 4. September 1875 geboren. Am 16. November 1942 wurde er von Tábor zusammen mit Marie Pfefferová ins Ghetto Theresienstadt deportiert. Von dort wurden sie am 6. September 1943 ins KZ Auschwitz-Birkenau deportiert. Eduard Pfeffer wurde im Holocaust ermordet.                |
|      | HIER WOHNTE EDUARD PFEFFER GEB. LUSTIGOVÁ JG. 1884 DEPORTIERT 1942 NACH THERESIENSTADT 1943 NACH AUSCHWITZ ERMORDET | Žirovnice, Podhadrí 267 · | Marie Pfefferová geb. Lustigová wurde am 4. Januar 1884 geboren. Am 16. November 1942 wurde sie von Tábor zusammen mit Eduard Pfeffer ins Ghetto Theresienstadt deportiert. Von dort wurden sie am 6. September 1943 ins KZ Auschwitz-Birkenau deportiert. Marie Pfefferová wurde im Holocaust ermordet. |

## Verlegedaten
Der Verlegung der Stolpersteine im Kraj Vysočina erfolgte an folgenden Tagen:
- 18. Juli 2013: Třebíč
- 15. September 2014: Pacov
- 15. September 2014: Havlíčkův Brod
- 3. August 2015: Senožaty
- 3. August 2016: Chotěboř
- 4. August 2016: Žirovnice